# Igeltjärnen (Ljusdals socken, Hälsingland, 687364-151920)
Igeltjärnen är en sjö i Ljusdals kommun i Hälsingland och ingår i Delångersåns huvudavrinningsområde.